# The Clash (album)
The Clash je prvi album koji je snimila engleska punk grupa The Clash. 
Puštena je u prodaju u dvije različite verzije; prva, originalna, engleska verzija iz 1977. i izmijenjena, američka verzija iz 1979. godine.

## Originalni album iz 1977.
Pustio ga je u prodaju 1977. CBS Records, a producirao ga je Mickey Foote. Ovaj prvi Clashov album je pomalo neuobičajen za punk grupu, s elementima reggae i ranih rock and roll utjecaja.
Album je snimljen tijekom tri vikenda na sastancima u veljači 1977. CBS studio 3 je bio mjesto snimanja. Na trećem sastanku album je snimljen i dovršen, a snimke dostavljene CBS-u do početka ožujka.
Fotografija na naslovnici albuma je snimljena u uličici nasuprot vrata zgrade u Camden Marketu gdje sastav održava probe. Bubnjar Terry Chimes, iako punopravni član sastava, nije na slici jer je već tada donio odluku da će napustiti sastav. Slika policajaca u jurišu na stražnjoj strani je snimljena 1976. godine na Notting Hill Carnivalu, koji je bio inspiracija za pjesmu "White Riot".
Album je dospio na 12. mjesto na ljestvici u Britaniji. Produkcija je koštala samo 4000 funta.

### Popis pjesama
1. "Janie Jones"- 2:09
2. "Remote Control"- 3:03
3. "I'm So Bored With The U.S.A."- 2:25
4. "White Riot"- 1:57
5. "Hate And War" - 2:07
6. "What's My Name?"- 1:42
7. "Deny"- 3:03
8. "London's Burning"- 2:13
9. "Career Opportunities" - 1:54
10. "Cheat"- 2:06
11. "Protex Blue" - 1:47
12. "Police And Thieves"- 6:04
13. "48 hours"- 1:36
14. "Garageland" - 3:12

### Izvođači
- Mick Jones ( gitara, vokali )
- Joe Strummer ( vokal, gitara )
- Paul Simonon ( bas )
- Terry Chimes ( bubnjevi )

### Zanimljivosti
- Verzija pjesme White Riot koju nalazimo u albumu nije stvorena na snimanju. Umjesto toga, upotrebljena je demoverzija, snimljena u Beaconsfield studios, prije nego što je potpisan ugovor s CBS
- "I'm So Bored With The U.S.A." je pjesma koja se razvila iz pjesme Micka Jonesa, nazvane "I'm so bored with you". Uvod je posuđen iz pjesme Sex Pistolsa, "Pretty Vacant"
- "Protex Blue", pjesma Micka Jonesa, je u 70-im godinama bio brand za kondom. Pjesma završava glasnom frazom "Johnny Johnny!". "Johnny" je u engleskoj bio žargonistički naziv za kondom.
- Pjesma "Police and Thieves" je dodana albumu nakon što su shvatili kako je album zapravo kratak.
- Lee Scratch Perry (izvorni skladatelj pjesme "Police and Thieves") je preslušao album dok je bio u Londonu 1976. i pustio ga Bobu Marleyu, koji je zauzvrat spomenuo The Clash u svojoj pjesmi "Punky Reggae Party".
- Pjesma "Garageland" je snimljena kao odgovor komentaru Charlsa, Shaara Murrayja o ranim danima Clasha i nastupu sa Sex Pistolsima na Green koncertu: "The Clash je vrsta sastava iz garaže koji bi se odmah trebao vratiti u garažu, pomogućnosti s upaljenim motorom". Bila je to zadnja pjesma dodana na album.
- 2000. godine Q Magazine je stavio The Clash na 48. mjesto na ljestvici 100. najboljih engleskih albuma ikad.[1]

## Američka verzija iz 1979.
U Ameriku je Clashov proslavljeni album došao tek godinu dana nakon Give 'Em Enough Rope, pa je to zapravo drugi njihov album u SAD-u. CBS u Americi je odlučio da album "nije podoban za radio emitiranje" pa je bio dostupan u Americi tokom 1977/78. kao uvozni album, i kao takav postao najprodavaniji strani album u Americi, s više od 100 000 prodanih kopija.
1979. godine, Epic je odaslao modificiranu verziju albuma, za američko tržište. U albumu je četiri originalnih pjesama zamijenjeno s 5 novih singla, od kojih su neki bili snimljeni nakon Clashovog drugog albuma, Give 'Em Enough Rope. Također je upotrebljena singl verzija pjesme "White Riot", umjesto upotrebljavanja one s izvornog albuma. Primjerci američke verzije su dolazili s dodatnim pjesmama "Groovy Times" i "Gates of The West".
Ovo je bio jedan prilično uspješan Clashov album, iako je prodaja bila nešto slabija nego ona popularnog originalnog albuma na uvoznom tržištu. The Clash je dospio na 126. mjesto na Biliboardovoj ljestvici, prepuštajući pozornicu komercijalnom proboju albuma London Calling kasnije te godine.

### Popis pjesama
1. "Clash City Rockers"- 3:49
2. "I'm So Bored With The U.S.A."- 2:24
3. "Remote Controle"- 3:01
4. "Complete Control"- 3:14
5. "White Riot"- 1:59
6. "(White Man) In Hammersmith Palais- 4:00
7. "London's Burning"- 2:10
8. "I Fought The Law"- 2:41
9. "Janie Jones"- 2:06
10. "Career Opportunities"- 1:52
11. "What's My Name?"- 1:41
12. "Hate And War"- 2:05
13. "Police and Thieves"- 6:01
14. "Jail Guitar Doors"- 3:05
15. "Garageland"- 3:12

### Izvođači
- Mick Jones ( Gitara, vokali )
- Joe Strummer ( Vokal, gitara )
- Paul Simonon ( Bas )
- Terry Chimes ( bubnjevi, osim na pjesmama ispod)
- Topper Headon ( bubnjevi- "Clash City Rockers", "Complete Control", "In Hammersmith Palais", "I Fouught The Law" i "Jail Guitar Doors".

## Top ljestvica

### Albuma
| Godina | Ljestvica            | Pozicija |
| ------ | -------------------- | -------- |
| 1977.  | UK Albums Chart      | #12      |
| 1979.  | Billboard Pop Albumi | #126     |